# Eva Brumby
Eva Brumby (* 9. Juli 1922 in Berlin; † 14. Mai 2002 in Hamburg) war eine deutsche Schauspielerin.

## Leben
Die Tochter eines Rechtsanwalts nahm von 1938 bis 1940 Schauspielunterricht bei Lucie Höflich. Am Staatstheater Kassel erhielt sie 1940 ihr erstes Engagement. 1945 kam sie an das Berliner Hebbel-Theater, 1949 an das Deutsche Theater.
1950 bis 1954 und dann wieder von 1956 bis 1960 gehörte sie zum Berliner Ensemble. Danach gastierte sie an verschiedenen Theatern wie den Städtischen Bühnen Essen, an den Städtischen Bühnen Dortmund, bei den Ruhrfestspielen in Recklinghausen, am Jungen Theater (später Ernst Deutsch Theater), am Deutschen Schauspielhaus in Hamburg und an den dortigen Kammerspielen sowie am Niedersächsischen Staatstheater und an der Landesbühne Hannover. Von 1979 an war sie Dozentin an der Hochschule für Musik und darstellende Kunst in Hamburg.
Eva Brumby wirkte auch in Fernsehfilmen und Serien mit. 1987 spielte sie in der sechsteiligen Mysteryserie Die Insel neben Christian Kohlund die durchgehende Rolle der Grete Paulsen. In der Serie Frauenarzt Dr. Markus Merthin hatte sie von 1994 bis 1995 eine Dauerrolle als Eller Büttel. In den Jahren 1992 und 1999 gastierte sie in zwei Folgen des NDR-Tatorts der Ermittler Stoever und Brockmöller. 2001 hatte sie in der Krimireihe Polizeiruf 110 in der Folge Die Frau des Fleischers eine Gastrolle an der Seite ihres Sohnes Gert Schaefer. Postum wurde Brumbys letzte Rolle in einer Folge der Fernsehserie Evelyn Hamanns Geschichten aus dem Leben gesendet.
Brumby war mit dem Schauspieler Gert Karl Schaefer verheiratet. Das Ehepaar hatte vier Kinder, darunter Susanne Schaefer und Gert Schaefer, ebenfalls Schauspieler. Sie starb am 14. Mai 2002 kurz vor ihrem 80. Geburtstag in Hamburg.

## Filmografie
- 1955: Ein Polterabend
- 1957: Herr Puntila und sein Knecht Matti (Studioaufzeichnung)
- 1961: Mutter Courage und ihre Kinder (Theateraufzeichnung)
- 1961: Die seltsame Gräfin
- 1962: Stück für Stück
- 1964: Beobachtung eines alten Mannes
- 1964: Campingplatz
- 1964: Hafenpolizei – Quarantäne
- 1965: Bernhard Lichtenberg
- 1966: Der Beginn
- 1966: Standgericht
- 1967: Das Fräulein (Fernsehfilm)
- 1968: Septembergewitter
- 1969: Polizeifunk ruft – Die Schildkröte
- 1969: Hürdenlauf
- 1969: Der Kidnapper (Fernsehfilm)
- 1969: Der Kommissar – Folge 9: Geld von toten Kassierern
- 1972: Einmal im Leben – Geschichte eines Eigenheims
- 1972: Die Promotionsfeier
- 1973: Der Kommissar – Folge 67: Tod eines Buchhändlers
- 1973: Hamburg Transit – Grüner Türke
- 1974: Unter Ausschluß der Öffentlichkeit (Fernsehreihe)
- 1974: Motiv Liebe – Alt genug für das Leben zu zweit
- 1974: Autoverleih Pistulla
- 1975: Derrick – Ein Koffer aus Salzburg
- 1976: Die Hinrichtung
- 1976: Alexander März
- 1976: Notarztwagen 7
- 1977: Eine Jugendliebe
- 1979: Radieschen
- 1979: Nachbarn und andere nette Menschen
- 1979: Derrick – Die Puppe
- 1979: Der eiserne Gustav (Fernsehserie, 7 Folgen)
- 1979: St. Pauli-Landungsbrücken (Fernsehserie, eine Folge)
- 1980: Svabica
- 1980: Derrick – Tödliche Sekunden
- 1981: Familientag
- 1982: Frau Jenny Treibel
- 1982: Der Zubringer
- 1983: Die Geschwister Oppermann
- 1984: Montagsgeschichten
- 1985: Die Krimistunde (Fernsehserie, Folge 15, Episode: „Tony’s Tod“)
- 1985: Sylter Novelle
- 1987: Sturmflut
- 1987: Großstadtrevier – Feine Gesellschaft
- 1987: Die Insel (Fernsehserie, 6 Folgen)
- 1987: Ein Fall für zwei (Fernsehserie, Folge 50, Episode: „Irgendwann…“)
- 1987–1994: Praxis Bülowbogen (Fernsehserie, 2 Folgen)
- 1988: Derrick – Die Stimme
- 1990: Liebling Kreuzberg – Jede Menge Abschied
- 1992: Endstation Harembar
- 1992: Tatort – Experiment
- 1993: Großstadtrevier – Bodo
- 1994–1995: Frauenarzt Dr. Markus Merthin
- 1995: Doppelter Einsatz – Nervensache (Krimiserie)
- 1996: Die Stunde Null oder Die Kunst des Servierens
- 1997: Großstadtrevier – Verliebt im Einsatz
- 1997: Sanfte Morde
- 2000: Großstadtrevier – Heimspiel
- 2000: Hat er Arbeit?
- 2000: Tatort – Rattenlinie
- 2000: Vom Küssen und vom Fliegen
- 2001: Das Glück sitzt auf dem Dach
- 2001: Polizeiruf 110 – Die Frau des Fleischers
- 2002: Der Verehrer
- 2003: Evelyn Hamanns Geschichten aus dem Leben

## Theater
- 1952: Heinrich von Kleist: Der zerbrochne Krug – Regie: Therese Giehse (Berliner Ensemble im Deutschen Theater Berlin)
- 1958: Helmut Baierl: Die Feststellung – Regie: Hagen Mueller-Stahl (Volksbühne Berlin – Theater im III. Stock)